# پیز دلف
پیز دلف (به لاتین: Piz Dolf) یک کوه در سوئیس است که در کانتون گراوبوندن واقع شده‌است. پیز دلف ۳٬۰۲۸ متر بالاتر از سطح دریا واقع شده‌است.